# Mycoplasma gypis
Espèce
Mycoplasma gypis est une espèce de bactéries du genre Mycoplasma. 
Comme les autres bactéries de ce genre, Mycoplasma gypis est une bactérie sans paroi cellulaire, potentiellement pathogène et commensale des vertébrés, en particulier de plusieurs espèces d'oiseaux. Elle a été isolée pour la première fois dans la trachée de Vautours fauves (Gyps fulvus) présentant une affection respiratoire, d'où son nom. Elle a également été détectée chez la Buse variable (Buteo buteo), l'Œdicnème criard (Burhinus oedicnemus) et le Pic vert (Picus viridis).